# 제7군단 (미국)
제7(VII)군단(영어: VII Corps)은 제1차 세계 대전과 제2차 세계 대전, 냉전 시기에 존재했었던 미국 육군의 군단이자, 유럽 육군의 두개 군단 중 하나였다.

## 역사

### 제1차 세계 대전
1918년 8월 19일에 첫 조직되어 미국 원정군으로서 유럽 전선에 참전하고 1919년 프랑스 Remiremont(→르미르몽 혹은 →흐미흐몽)에서 해산하였다.

### 제2차 세계 대전

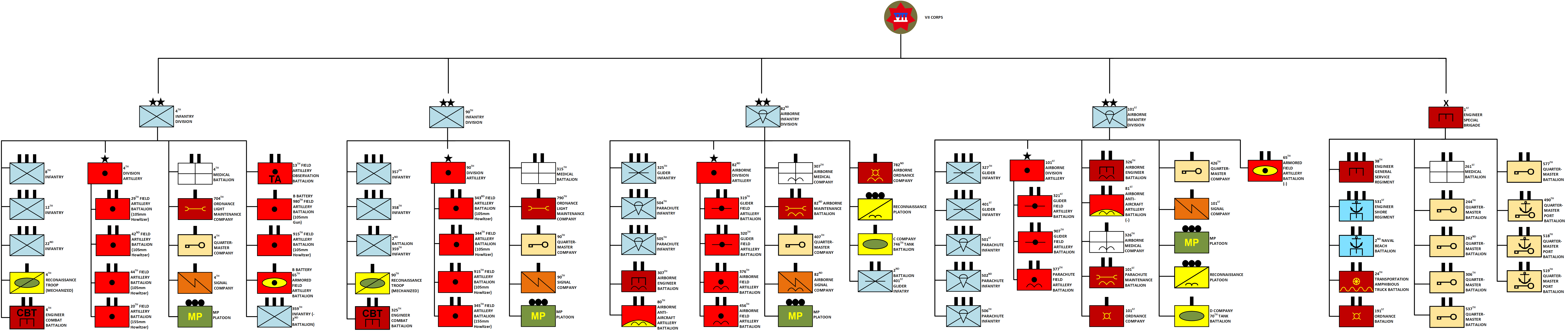
D데이 당시의 조직 편성표

1940년 11월 25일 앨라배마주 포트 맥클레란에서 다시 소집되어 제2차 세계 대전에 대비하기 위해 루이지애나 기동 FTX에 참가하였다. 이듬해 12월에 캘리포니아 주, 산호세로 옮겨가 서부방위사령부 산하에서 훈련을 계속하였다.
오버로드 작전의 일부인 노르망디 상륙에 참가한 제7군단은 커트니 하지스 소장의 제1군에 배속되었고, J. 로튼 콜린스 소장이 지휘하였다. 제82, 101공수사단을 이끌고 유타 해변에 상륙하였고,(이 두 개의 공수사단은 노르망디 전투 이후, 제18(XVIII)공수군단으로 옮겨갔다.) 제1군이 주도하는 코브라 작전에 따라 셰르부르옥트빌과 생로를 차례대로 점령하였다.
유럽 전역이 종결된 후, 1946년에 해산하였다.

### 냉전
공산주의 국가 기구인 바르샤바 조약 기구가 설립되고, 한반도에서 6.25 전쟁의 발발과 함께 냉전의 시대가 시작되자, 미국 육군은 제5(V)군단과 함께 유럽 육군/제7군 산하 두개 군단으로 1950년에 재소집하고, 그 해 10월 독일에 배치하였다.

### 걸프 전쟁

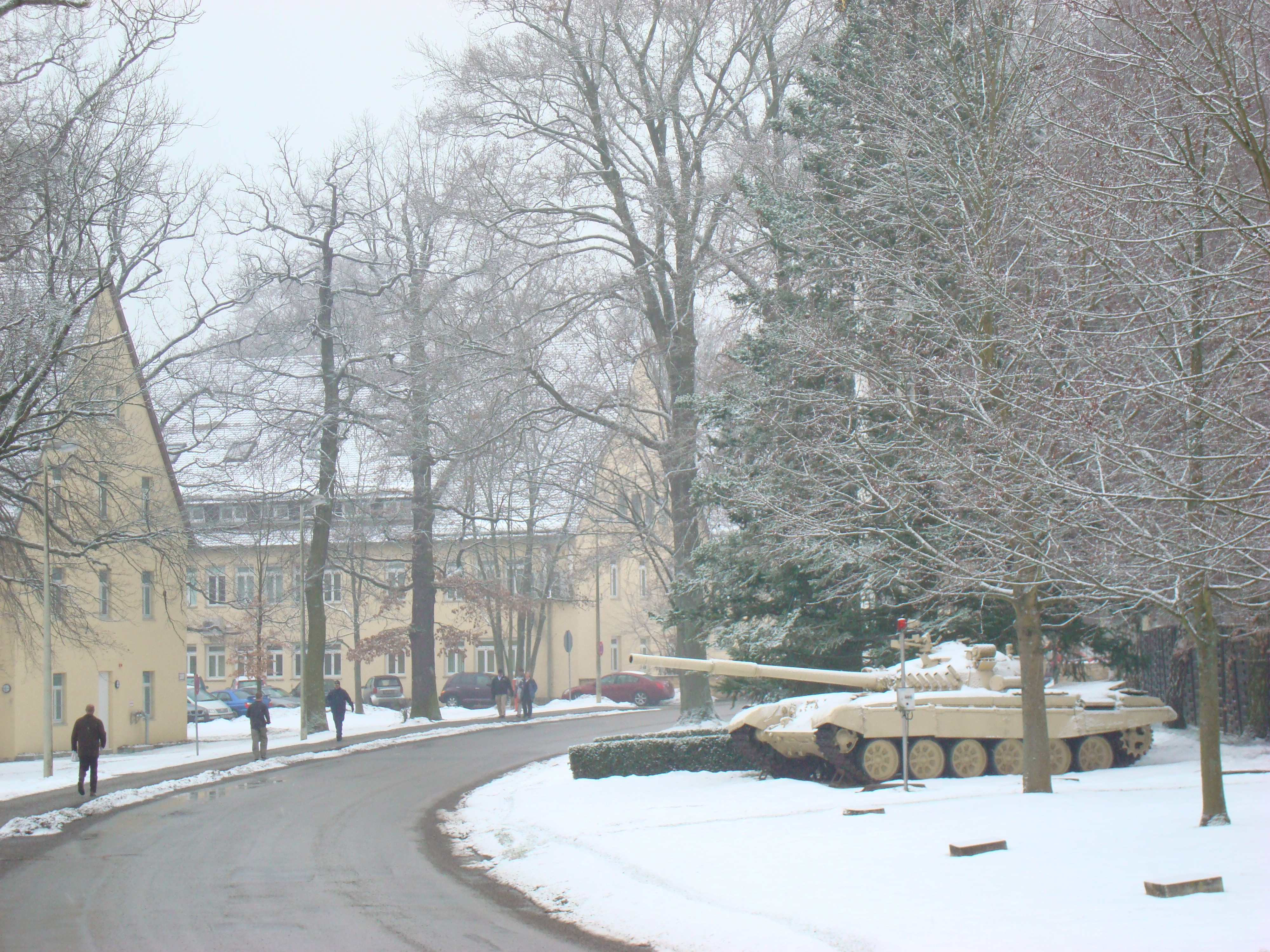
캘리 막사 입구 앞에 놓인 이라크 방위군의 T-72 전차 (2010년 1월 21일 촬영)

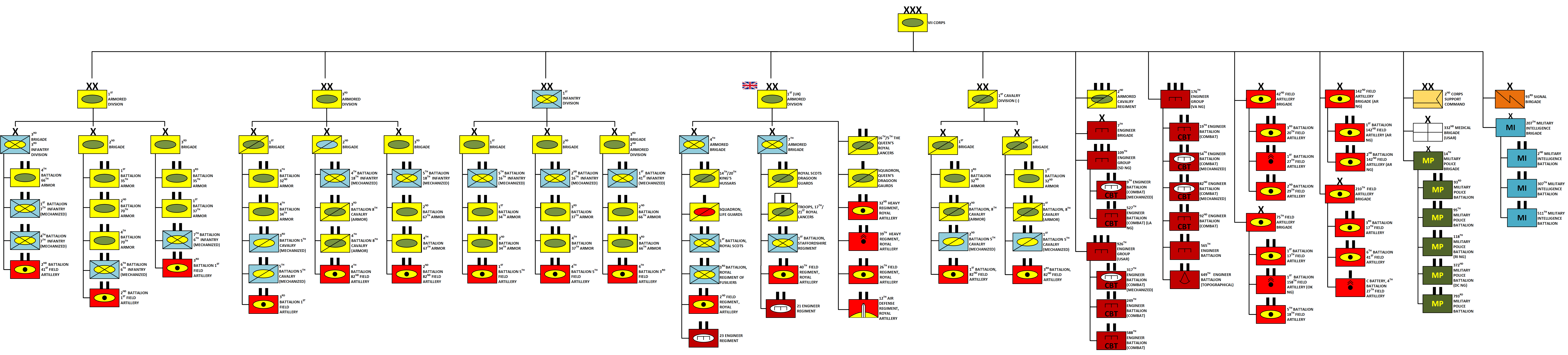
걸프 전쟁에서의 조직 편성표

1991년 2월 걸프 전쟁이 발발하자, 제18(XVIII)공수군단과 함께 참전할 전력으로 지정받고 중부 육군(ARCENT)에 배속되었다. 제18(XVII)공수군단이 북부, 제7군단은 프레드릭 M. 프랭크 Jr. 중장의 지휘에 따라 미국 제1, 제3기갑사단, 제1보병사단, 제1기병사단, 영국 제1기갑사단을 이끌고 남부 지역에서 작전을 수행하였다.
이라크 방위군에게서 뺏은 T-72 전차는 현재 슈튜트가르트 캘리 막사 입구 앞에 놓여 있다.

### 해체
독일의 재통일과 바르샤바 조약 기구의 해체에 따라 냉전 시대의 종결로 더는 같은 규모를 유지할 이유가 없어진 각 국가는 군대를 감축하기 시작하였다. 미국도 마찬가지로 감축하기 시작하였으며, 1992년에 걸프 전쟁에서 귀환한 제7(VII)군단의 산하 부대는 미국 본토로 귀환하거나 해체되었다. 군단은 3월 18일에 슈튜트가르트를 떠나 4월 15일에 포트 맥퍼슨에서 해체되었다.

## 부대

### 제2차 세계 대전
상위 명령 계층: 제1군, 제7군
- 제7(VII)군단 포병대
- 제4보병사단
- 제90보병사단
- 제82공수사단
- 제101공수사단
- 제4기병단
- 제6기갑단
- 제87화학박격포대대
- 제1공병특별여단

### 냉전
- 제1기갑사단 - 안스바흐

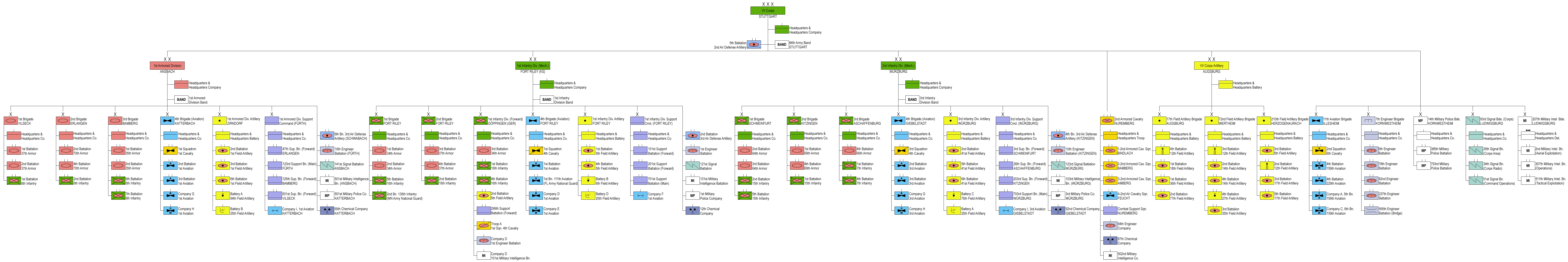
1989년 냉전 후기의 조직 편성표

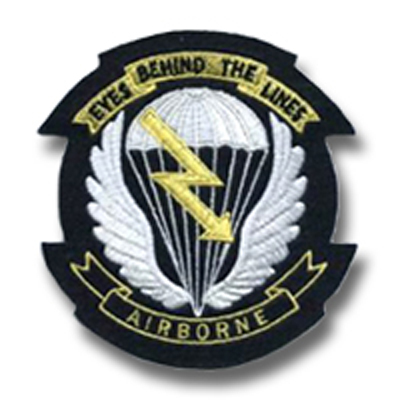
제7(VII)군단 공수부대의 어깨 소매 휘장

- 제1보병사단 (기계화), 캔자스주 포트 라일리, REFORGER 작전 부대.
  - POMCUS(영어판) -만하임에 제1창을 지정해두었다.
- 제1캐나다보병사단 (기계화), 온타리오, 킹스턴
- 제3보병사단 (기계화) - 뷔르츠부르크
- 제2기갑기병연대 - 뉘른베르크
- 제7(VII)군단 포병대 - 슈튜트가르트
  - 제17야전포병여단 - 아우크스부르크
  - 제72야전포병여단 - 베르트하임
  - 제210야전포병여단 - 헤르초게나우라흐
- 제11항공여단 - Illesheim
- 제7공병여단 - Kornwestheim
- 제14군사경찰여단 - 루드윅브르크
- 제207군사정보여단 - 루드윅부르크
- 제2지원사령부 - Nellingen
- 제38보병사단 (방위군), 인디애나주 인디애나폴리스
- 제602항공지원작전단 (미국 공군) - 슈튜트가르트

## 기록

### 소속
1. 제7군; 1943년
2. 유럽사령부; 1945년
3. 미국 유럽 육군; 1952년

### 계보
- 1918년 8월 19일, Headquarters and Headquarters Troop, VII Army Corps→제7육군단, 본부 및 본부병대
정규군에 배정됨.
- 1944년 6월 27일, Headquarters and Headquarters Company, VII Corps→제7군단, 본부 및 본부중대
정규군에 배정됨.
- 1950년 7월 12일, Headquarters and Headquarters Company, VII Corps→제7군단, 본부 및 본부중대
정규군에 배정됨.
- 1965년 8월 2일,
  - Headquarters, VII Corps→제7군단, 본부
  - Headquarters Company, Vll Corps→제7군단, 본부중대

#### 부록
- 1921년 7월 29일, Headquarters and Headquarters Company, VII Corps→예비군, 제7군단, 본부 및 본부중대
정규군에 배정됨.
- 1927년 10월 18일, 예비군에서 물러나 정규군으로 배정됨.
- 1942년 1월 1일, Headquarters and Headquarters Company, VII Army Corps→제7육군단, 본부 및 본부중대
정규군에 배정됨.
- 1942년 8월 19일, Headquarters and Headquarters Company, VII Corps→제7군단, 본부 및 본부중
정규군에 배정됨.

### 참전
| 스트리머                  | 내역                  |
| ------------------------- | --------------------- |
| 제1차 세계 대전           | 비문포함              |
| 제2차 세계 대전 유럽 전구 | 노르망디 (화살촉)     |
| 제2차 세계 대전 유럽 전구 | 북프랑스              |
| 제2차 세계 대전 유럽 전구 | 라인란트              |
| 제2차 세계 대전 유럽 전구 | 아르덴-알자스         |
| 제2차 세계 대전 유럽 전구 | 중앙유럽              |
| 서남아시아                | 사우디아라비아의 방어 |
| 서남아시아                | 쿠웨이트 방어 및 해방 |
| 서남아시아                | 정전                  |

## 역대 군단장
| 사진 | 성명                        | 취임           | 이임          |
| ---- | --------------------------- | -------------- | ------------- |
|      | 소장 위처스 A. 브레스       | 1951년 6월     | 1952년 12월   |
|      | 소장 제임스 M. 가빈         | 1952년 12월    | 1954년 3일    |
|      | 중장 헨리 I. 호드스         | 1954년 3월     | 1955년 2월    |
|      | 중장 조지 H. 데커           | 1955년 2월     | 1956년 5월    |
|      | (대리) 소장 할리 G. 매독스  | 1956년 6월 1일 | 7일           |
|      | 중장 존 F. 언클스           | 1956년 8월     | 1958년 8월    |
|      | 중장 고든 B. 로저스         | 1958년 9월     | 1959년 10일   |
|      | 중장 가이 S. 멜로이, Jr.    | 1959년 10월    | 1961년 1월    |
|      | 중장 존 C. 오크스           | 1961년 1월     | 1962년 4월    |
|      | 중장 찰스 H. 보네스틸 3세   | 1962년 4월     | 1963년 8일    |
|      | 중장 루이스 W. 트루먼       | 1963년 9월     | 1965년 7월    |
|      | 중장 프랭크 T. 마일드렌     | 1965년 7월     | 1968년 5월    |
|      | 중장 도널드 V. 베넷         | 1968년 6월     | 1969년 9월    |
|      | 중장 조지 G. 오코너         | 1969년 10월    | 1971년 2월    |
|      | 중장 필모어 K. 미어스       | 1971년 2월     | 1973년 3월    |
|      | 중장 조지 S. 블랜챠드       | 1973년 3월     | 1975년 6월    |
|      | 중장 프레드릭 J. 크로센     | 1975년 7월     | 1976년 10월   |
|      | 중장 데이비드 E. 오트       | 1976년 10월    | 1978년 10월   |
|      | 중장 줄리우스 W. 백턴, Jr.  | 1978년 10월    | 1981년 6월    |
|      | 중장 윌리엄 J. 리브시       | 1981년 6월     | 1983년 7월    |
|      | 중장 존 R. 가빈             | 1983년 7월     | 1985년 2월    |
|      | 중장 앤드류 P. 챔버스       | 1985년 2월     | 1987년 7월    |
|      | 중장 로널드 L. 와트         | 1987년 7월     | 1989년 8월    |
|      | 중장 프레드릭 M. 프랭크 Jr. | 1989년 8월     | 1991년 6월    |
|      | 중장 마이클 스피글미어      | 1991년 8월     | 1992년 (해체) |

## 같이 보기
- 제5군단